# Informe preliminar sobre les tècniques amb pretesa finalitat sanitària
El 28 de febrer de 2019, el ministeri de Ciència, Innovació i Universitats i el ministeri de Sanitat, Consum i Benestar Social presentaren un informe sobre les pseudociències elaborat per la Xarxa d'Avaluació de Tecnologies i Prestacions del Sistema Nacional de Salut. L'informe analitzava 139 tècniques, les mateixes que van ser identificades en l'informe Análisis de situación de las terapias naturales, elaborat pel Grupo de Terapias Naturales i publicat pel Ministeri de Sanitat, Política Social i Igualtat el 2011. Les conclusions foren les següents:

## Pseudoteràpies
72 tècniques foren considerades pseudoteràpies segons l'estudi, o sigui, sense assajos clínics ni revisions sistemàtiques o meta-anàlisis publicats a PubMed durant el període 2012-2018:

## Encara en avaluació
66 teràpies encara en avaluació:
- Abraçoteràpia
- Acupressió
- Acupuntura
- Aromateràpia
- Artteràpia
- Auriculoteràpia
- Medicina aiurvèdica
- Biodansa
- Equiteràpia
- qi-gong
- Constel·lacions familiars
- Cromoteràpia
- Crudivorisme
- Drenatge limfàtic manual
- Infermeria naturista
- Fitoteràpia
- Teràpia Gestalt
- Hidroteràpia
- Hipnosi natural
- Homeopatia
- Kinesiologia
- Ioga kundalini
- Limfodrenatge
- Luminoteràpia
- Macrobiòtica
- Magnetoteràpia
- Massatge aiurvèdic
- Massatge estructural profund
- Massatge tailandès
- Medicina naturista
- Medicina natural xinesa
- Meditació
- Moxibustió
- Musicoteràpia
- Naturoteràpia
- Osteopatia
- Panchakarma
- Pilates
- Programació neurolingüística
- Psicoteràpia integrativa
- Quiromassatge
- Quiropràxia
- Reflexologia
- Reiki
- Respiració conscient integrativa
- Risoteràpia
- Cura espiritual activa
- Seitai
- Shiatsu
- Sonoterapia
- Tai txi
- Tècnica Alexander
- Tècniques d'alliberament emocional
- Tècniques de relax
- Teràpia cranisacral
- Teràpia de polaritat
- Teràpia floral de Bach
- Teràpia floral de Bush
- Teràpia herbal
- Teràpia humoral
- Teràpia nutricional
- Vacuoteràpia
- Visualització
- Ioga de polaritat
- Ioga
- Zero balancing

## Font
- «Resumen de las conclusiones del informe preliminar sobre las técnicas con pretendida finalidad sanitaria» (en castellà).   Conprueba.es. [Consulta: 28 desembre 2019].